# Ewald Walch
Ewald Walch (ur. 18 sierpnia 1940 w Innsbrucku, zm. 27 października 2023 tamże) – austriacki saneczkarz startujący w dwójkach, wicemistrz olimpijski, wielokrotny medalista mistrzostw świata i Europy.

## Kariera
Pierwszy sukces odniósł w 1957 roku, kiedy w parze Erichem Rafflem zdobył brązowy medal w dwójkach podczas mistrzostw świata w Davos. Razem z Reinholdem Froschem zwyciężył trzy lata później podczas mistrzostw świata Ga-Pa oraz mistrzostw Europy w Weissenbach w 1962 roku. W parze z Antonem Venierem był trzeci na mistrzostwach świata w Imst w 1963 roku.
Największe sukcesy odnosił z Manfredem Schmidem. Razem zdobyli srebro na igrzyskach olimpijskich w Grenoble, przegrywając tylko ze Wspólną Reprezentacją Niemiec w składzie: Klaus Bonsack i Thomas Köhler. Ponadto zwyciężyli na mistrzostwach świata w Königssee w 1969 roku i rozgrywanych rok później mistrzostwach świata w tej samej miejscowości, a podczas MŚ w Hammarstrand (1967) oraz MŚ w Olang (1971) kończyli zawody na drugim miejscu. Wywalczyli również srebrny medal na mistrzostwach Europy w Imst (1971) oraz brązowy na mistrzostwach Europy w Hammarstrand (1970).
W 1996 roku otrzymał Odznakę Honorową za Zasługi dla Republiki Austrii.

## Osiągnięcia

### Igrzyska olimpijskie
| Rok  | Miejsce  | Dwójki |
| ---- | -------- | ------ |
| 1968 | Grenoble | 2.     |
| 1972 | Sapporo  | 7.     |